# Championnat du monde B de rink hockey masculin 1994
Navigation
Championnat du monde B 1992 Championnat du monde B 1996
Le Championnat du monde B de rink hockey masculin 1994 est la sixième édition des championnats du monde B de rink hockey, organisé à Santiago, au Chili. Les trois premières équipes de cette compétition gagnent le droit de participer au Championnat du monde masculin A de rink hockey 1995 à Recife, au Brésil. Les trois équipes rétrogradées du groupe A à la suite du championnat du monde masculin A de rink hockey 1993 sont les États-Unis, l'Angola et la France.

## Participants
Quinze équipes prennent part à cette compétition.
- Afrique du Sud
- Angola
- Autriche
- Australie
- Canada
- Chili
- Colombie
- États-Unis
- France
- Japon
- Macao
- Mexique
- Mozambique
- Nouvelle-Zélande
- Uruguay

## Première phase

### Groupe A
| Rang | Équipe         | Pts | J | G | N | P | Bp | Bc | Diff |  | Résultats      |  |     |     |      |
| ---- | -------------- | --- | - | - | - | - | -- | -- | ---- |  | -------------- |  | --- | --- | ---- |
| 1    | Chili          | 5   | 3 | 3 | 2 | 1 | 24 | 9  | +15  |  | Chili          |  | 5-5 | 4-2 | 15-2 |
| 2    | États-Unis     | 5   | 3 | 3 | 2 | 1 | 17 | 7  | +10  |  | États-Unis     |  |     | 4-2 | 8-0  |
| 3    | Afrique du Sud | 2   | 3 | 1 | 0 | 2 | 11 | 11 | 0    |  | Afrique du Sud |  |     |     | 7-3  |
| 4    | Macao          | 0   | 3 | 0 | 0 | 3 | 5  | 30 | -25  |  | Macao          |  |     |     |      |

### Groupe B
| Rang | Équipe    | Pts | J | G | N | P | Bp | Bc | Diff |  | Résultats |  |     |      |      |
| ---- | --------- | --- | - | - | - | - | -- | -- | ---- |  | --------- |  | --- | ---- | ---- |
| 1    | France    | 6   | 3 | 3 | 0 | 0 | 29 | 3  | +26  |  | France    |  | 8-1 | 11-1 | 10-1 |
| 2    | Colombie  | 4   | 3 | 2 | 0 | 1 | 14 | 12 | +2   |  | Colombie  |  |     | 8-0  | 5-4  |
| 3    | Australie | 2   | 3 | 1 | 0 | 2 | 10 | 22 | -12  |  | Australie |  |     |      | 9-3  |
| 4    | Autriche  | 0   | 3 | 0 | 0 | 3 | 8  | 24 | -16  |  | Autriche  |  |     |      |      |

### Groupe C
| Rang | Équipe           | Pts | J | G | N | P | Bp | Bc | Diff |  | Résultats        |  |     |      |
| ---- | ---------------- | --- | - | - | - | - | -- | -- | ---- |  | ---------------- |  | --- | ---- |
| 1    | Angola           | 4   | 2 | 2 | 0 | 0 | 21 | 3  | +18  |  | Angola           |  | 3-1 | 8-6  |
| 2    | Nouvelle-Zélande | 2   | 2 | 1 | 0 | 1 | 8  | 13 | -5   |  | Nouvelle-Zélande |  |     | 16-5 |
| 3    | Canada           | 0   | 2 | 0 | 0 | 2 | 2  | 15 | -13  |  | Canada           |  |     |      |

### Groupe D
| Rang | Équipe     | Pts | J | G | N | P | Bp | Bc | Diff |  | Résultats  |  |      |     |      |
| ---- | ---------- | --- | - | - | - | - | -- | -- | ---- |  | ---------- |  | ---- | --- | ---- |
| 1    | Mozambique | 6   | 3 | 3 | 0 | 0 | 39 | 6  | +33  |  | Mozambique |  | 13-4 | 4-0 | 22-2 |
| 2    | Mexique    | 4   | 3 | 2 | 0 | 1 | 14 | 18 | -4   |  | Mexique    |  |      | 7-4 | 3-1  |
| 3    | Uruguay    | 2   | 3 | 1 | 0 | 2 | 10 | 12 | -2   |  | Uruguay    |  |      |     | 6-1  |
| 4    | Japon      | 0   | 3 | 0 | 0 | 3 | 4  | 31 | -27  |  | Japon      |  |      |     |      |

## Deuxième phase

### Groupe E
| Rang | Équipe           | Pts | J | G | N | P | Bp | Bc | Diff |  | Résultats        |  |     |     |      |
| ---- | ---------------- | --- | - | - | - | - | -- | -- | ---- |  | ---------------- |  | --- | --- | ---- |
| 1    | France           | 6   | 3 | 3 | 0 | 0 | 28 | 3  | +25  |  | France           |  | 5-1 | 6-1 | 17-1 |
| 2    | Chili            | 3   | 3 | 1 | 1 | 1 | 22 | 8  | +14  |  | Chili            |  |     | 8-1 | 13-2 |
| 3    | Nouvelle-Zélande | 3   | 3 | 1 | 1 | 1 | 10 | 20 | -10  |  | Nouvelle-Zélande |  |     |     | 8-6  |
| 4    | Mexique          | 0   | 3 | 0 | 0 | 3 | 9  | 38 | -29  |  | Mexique          |  |     |     |      |

### Groupe F
| Rang | Équipe     | Pts | J | G | N | P | Bp | Bc | Diff |  | Résultats  |  |     |     |     |
| ---- | ---------- | --- | - | - | - | - | -- | -- | ---- |  | ---------- |  | --- | --- | --- |
| 1    | Angola     | 5   | 3 | 2 | 1 | 0 | 11 | 7  | +4   |  | Angola     |  | 4-1 | 2-2 | 5-4 |
| 2    | Colombie   | 4   | 3 | 2 | 0 | 1 | 12 | 9  | +3   |  | Colombie   |  |     | 4-1 | 7-4 |
| 3    | États-Unis | 2   | 3 | 0 | 2 | 1 | 8  | 11 | -3   |  | États-Unis |  |     |     | 5-5 |
| 4    | Mozambique | 1   | 3 | 0 | 1 | 2 | 13 | 17 | -4   |  | Mozambique |  |     |     |     |

### Groupe G
| Rang | Équipe         | Pts | J | G | N | P | Bp | Bc | Diff |  | Résultats      |  |     |     |
| ---- | -------------- | --- | - | - | - | - | -- | -- | ---- |  | -------------- |  | --- | --- |
| 1    | Afrique du Sud | 4   | 2 | 2 | 0 | 0 | 11 | 4  | +7   |  | Afrique du Sud |  | 5-1 | 6-3 |
| 2    | Japon          | 2   | 2 | 1 | 0 | 1 | 8  | 10 | -2   |  | Japon          |  |     | 7-5 |
| 3    | Australie      | 0   | 2 | 0 | 0 | 2 | 8  | 13 | -5   |  | Australie      |  |     |     |

### Groupe H
| Rang | Équipe   | Pts | J | G | N | P | Bp | Bc | Diff |  | Résultats |  |     |     |     |
| ---- | -------- | --- | - | - | - | - | -- | -- | ---- |  | --------- |  | --- | --- | --- |
| 1    | Macao    | 4   | 3 | 2 | 0 | 1 | 18 | 17 | +1   |  | Macao     |  | 4-7 | 8-6 | 6-4 |
| 2    | Uruguay  | 3   | 3 | 1 | 1 | 1 | 17 | 16 | +1   |  | Uruguay   |  |     | 8-8 | 2-4 |
| 3    | Canada   | 3   | 3 | 1 | 1 | 1 | 17 | 18 | -1   |  | Canada    |  |     |     | 3-2 |
| 4    | Autriche | 2   | 3 | 1 | 0 | 2 | 10 | 11 | -1   |  | Autriche  |  |     |     |     |

## Troisième phase
| Match  | Équipe 1         | Résultat | Équipe 2   |
| ------ | ---------------- | -------- | ---------- |
| 13/14e | Australie        | 7-4      | Canada     |
| 11/12e | Japon            | 7-8      | Uruguay    |
| 9/10e  | Afrique du Sud   | 5-1      | Macao      |
| 7/8e   | Mexique          | 1-3      | Mozambique |
| 5/6e   | Nouvelle-Zélande | 2-7      | États-Unis |
| 3/4e   | Chili            | 5-1      | Colombie   |
| 1/2e   | France           | 4-1      | Angola     |

## Classement final
| Classement | Équipe           |
| ---------- | ---------------- |
| 1          | France           |
| 2          | Angola           |
| 3          | Chili            |
| 4          | Colombie         |
| 5          | États-Unis       |
| 6          | Nouvelle-Zélande |
| 7          | Mozambique       |
| 8          | Mexique          |
| 9          | Afrique du Sud   |
| 10         | Macao            |
| 11         | Uruguay          |
| 12         | Japon            |
| 13         | Australie        |
| 14         | Canada           |
| 15         | Autriche         |